# Harald Goebell
Harald Goebell (* 6. Februar 1933 in Korbach; † 24. Mai 2017)  war ein deutscher Internist und Hochschullehrer.

## Werdegang
Harald Goebell besuchte das Humanistische Domgymnasium in Fulda und studierte nach dem Abitur von 1953 bis 1958 Medizin in Hamburg, München und Marburg, wo er 1959 promoviert wurde. Von 1961 bis 1963 arbeitete er als DFG-Stipendiat mit einer experimentellen Arbeit bei Theodor Bücher im Marburger Institut für Biochemie. Seine Weiterbildung zum Internisten erhielt er in der Medizinischen Klinik der Philipps-Universität Marburg bei Gustav Adolf Martini. Dort habilitierte er sich 1970. 1971 folgte Harald Goebell einem Ruf an die Universität Ulm als C3-Professor für Innere Medizin und Leiter der Sektion Gastroenterologie, die er bis 1975 innehatte. Dort initiierte und leitete er ein erfolgreiches Team, welches insbesondere die physiologischen und klinischen Veränderungen der Calciumsekretion des Pankreas erforschte.
1975 wurde Harald Goebell als C4-Professor auf den Lehrstuhl für Innere Medizin und Gastroenterologie der Universität Essen, verbunden mit der Direktion der Abteilung für Gastroenterologie, berufen. Beide Positionen hatte er bis zu seiner Emeritierung im Jahre 1998 inne. Von 1985 bis 1987 war Goebell Dekan der Medizinischen Fakultät.

## Ehrungen (Auswahl)
- 1970: Heinrich-Wieland-Preis
- Ehrenmitgliedschaft, Deutsche Gesellschaft für Gastroenterologie, Verdauungs- und Stoffwechselkrankheiten[4]